# Мелхов
Мелхов (њем. Melchow) општина је у њемачкој савезној држави Бранденбург. Једно је од 24 општинска средишта округа Барним. Према процјени из 2010. у општини је живјело 907 становника. Посједује регионалну шифру (AGS) 12060161.

## Географски и демографски подаци
Мелхов се налази у савезној држави Бранденбург у округу Барним. Општина се налази на надморској висини од 60 метара. Површина општине износи 16,5 km². У самом мјесту је, према процјени из 2010. године, живјело 907 становника. Просјечна густина становништва износи 55 становника/km².